# Philadelphus madrensis
Philadelphus madrensis là một loài thực vật có hoa trong họ Tú cầu. Loài này được Hemsl. miêu tả khoa học đầu tiên năm 1908.